# Jeanne Lévy
Pour les articles homonymes, voir Lévy.
Jeanne Lévy, née le 5 novembre 1895 à Alger et morte le 1er juillet 1993 dans le 14e arrondissement de Paris est une médecin, pharmacologue, chimiste et résistante française.
Elle est, en 1934, la première femme agrégée de médecine en France et la première professeur agrégée de la faculté de médecine de Paris en 1959.

## Biographie

### Jeunesse et formation
Jeanne Lévy est la fille d'Émile Lévy décédé en 1945, et la sœur du médecin lieutenant André Lévy.
Jeanne Lévy grandit dans la foi catholique et suit un enseignement secondaire au lycée Lamartine à Paris et est parmi les premières jeunes filles à obtenir un baccalauréat scientifique en 1914.
Elle étudie la chimie générale à la faculté des sciences de Paris en tant qu'élève de Marc Tiffeneau, un chimiste organique devenu professeur de pharmacologie à l'École de médecine de la Sorbonne. Elle obtient des certificats de mathématiques générales en 1916, de physique générale en 1917 et un certificat médical.

### Carrière scientifique
Jeanne Lévy travaille pour le laboratoire de chimie de guerre de 1916 à 1918 puis donne des cours de chimie organique pour l’Association philotechnique de 1921 à 1923. En 1921, elle obtient son diplôme de docteur en sciences physiques puis son doctorat en médecine en 1931. Elle collabore pendant de nombreuses années avec Ernest Kahane.
En 1934, elle est la première femme agrégée de médecine en France à la suite de ses travaux fructueux de chimie organique, de pharmacologie, de chimie biologique,.
Elle est chargée de l’enseignement de pharmacologie à la faculté de médecine de Paris.
Elle doit se cacher au cours de la Seconde Guerre mondiale en raison de ses origines (son père était juif, mais non pas sa mère) et rejoint la résistance. En novembre 1942, elle rejoint la faculté de médecine de Toulouse pour y enseigner, dès juin 1943, la chimie car elle prouve qu'elle n'est pas juive selon les critères des lois en place.
Après la fin de la guerre, elle bénéficie de la protection des autorités sanitaires communistes qui lui confient la direction d'un laboratoire de production d'antibiotiques contre les maladies vénériennes à l'Institut Fournier. Ce laboratoire comporte deux départements de recherche, l'un en physiologie et l'autre en chimie dont la responsabilité est confiée à Bianca Tchoubar.
En 1948, dans le contexte du début de l'affaire Lyssenko, elle publie un article tentant de concilier une posture de scientifique rigoureuse avec sa fidélité à l'idéologie marxiste. Selon le philosophe Yves Vargas, « elle évite d'opposer la « science soviétique » à la « science classique » et montre les passerelles possibles. En faisant mine de défendre les recherches des camarades Irène et Frédéric Joliot-Curie, elle rappelle perfidement que leurs travaux furent qualifiés de « conception juive de l'atome » par les nazis qui se sont « couverts de ridicule », et finalement ne s'engage pas comme savant, mais comme marxiste : Lyssenko est compatible avec le matérialisme dialectique ».
En janvier 1949, Jeanne Lévy est maître de conférences puis, en 1959, elle devient la première professeure « à titre personnel » à la faculté de médecine de Paris.
En 1959, elle obtient une chaire de pharmacologie à la faculté de médecine de la Sorbonne.
Elle est directrice du Laboratoire national du contrôle du médicament de la Santé publique (Laboratoire national du contrôle du médicament de la Santé publique) en 1987.

### Engagement politique
Jeanne Lévy adhère au parti communiste après la Seconde Guerre mondiale et est candidate communiste, sans succès, aux élections législatives de 1951 et 1956.
Elle signe en 1949 un appel pour la paix lancé par l'Union des Femmes Françaises aux côtés de nombreuses personnalités telles que Madeleine Braun, Lucie Aubrac, Simone de Beauvoir.
Le 23 janvier 1953, dix médecins communistes (Yves Cachin, Jean Dalsace, Hector Descomps, Pierre Frumusan, Paul Hertzog, HF Klotz, Victor Lafitte, Raymond Leibovici et Henri Chrétien) dont Jeanne Lévy signent une déclaration parue dans L'Humanité le 27 janvier contre un groupe de médecins soupçonnés d’être des espions américains en Union soviétique. Le 6 avril 1953, on apprend qu'ils sont arrêtés par erreur.

## Publications
Les principaux ouvrages publiés par Jeanne Lévy sont :
- Essais et Dosages biologiques des substances médicamenteuses : Thèse de médecine (préf. professeur Tiffeneau), Paris, Masson et Cie, éditeurs, 1930, 148 p.
- Dosage biologique des extraits de pyrèthre par détermination de leur toxicité chez le poisson, Paris, G. Doin, 1933, 16 p.
- Biochimie de la choline et de ses dérivés, Paris, Hermann, 1938, 16 p., 4 volumes, avec Ernest Kahane
- Poisons agissant sur les cellules innervées par le système nerveux autonome, Corbeil, impr. de Crété, 1940, 39 p.
- Les Substances choliniques du lait, Chambéry, Impr. réunies, 1946, 16 p.  (avec Ernest Kahane)
- Pasteur, sa vie et son oeuvre scientifique, Paris, Union rationaliste, 1955, 25 p.  (avec Georges Sandor : Les Caractères spécifiques de la vie)